# Zdenka Hásková
Zdenka Hásková, též Hásková–Dyková či Dyková–Hásková (28. května 1878 Hradištko – 7. listopadu 1946 Praha) byla česká spisovatelka, novinářka, překladatelka ze slovinštiny, literární a divadelní referentka, manželka spisovatele Viktora Dyka.

## Život
Narodila se v rodině hradišťského správce školy Josefa Háska (1849–1896) a jeho manželky Marie, rozené Volešákové (1856–??). Byla prostřední ze tří dětí. Od roku 1883 byla rodina policejně hlášena v Praze (otec uváděn jako učitel v penzi).
V letech 1892–1898 navštěvovala soukromé dívčí gymnázium Minerva, jejími spolužačkami zde byly Albína Honzáková, Marie Komínková a Alice Masaryková, se kterou se spřátelila. Po maturitě na chlapeckém Akademickém gymnáziu v Praze (1898) pokračovala ve studiu na Karlově univerzitě, kde studovala přírodní vědy, dějepis a literární historii. Studium ukončila doktorátem v roce 1907.
Po ukončení studií učila v dva roky na lyceu Vesna v Brně. Poté již žila trvale v Praze.
V roce 1928 se po sedmadvacetileté známosti provdala za básníka Viktora Dyka.
Zemřela v Praze, pochována byla na Olšanských hřbitovech, do společného hrobu se svým manželem.

## Dílo
V letech 1910 až 1918 byla redaktorkou Pražských novin a mezi lety 1918 a 1926 působila v Československé republice. Ve svých novinových článcích psala především o kultuře, zejména psala do Cesty a Lumíra divadelní kritiky a literární recenze. Oproti tehdejšímu levicovému avantgardismu obhajovala klasicistické tradice českého divadelnictví. Též překládala z jihoslovanských jazyků.
Po smrti manžela Viktora Dyka se věnovala pořádání a vydávání jeho díla, k vydáním též psala předmluvy.
Knižně vyšlo:
- Mládí (Praha, Grosman a Svoboda, 1909)
- Cestou (Na Královských Vinohradech, vydavatel Ludvík Bradáč, 1920)
- Mladost (autor Viktor Dyk, doslov Zdeňka Dyková (Hásková); V Praze, F. Topič, 1933)

## Galerie

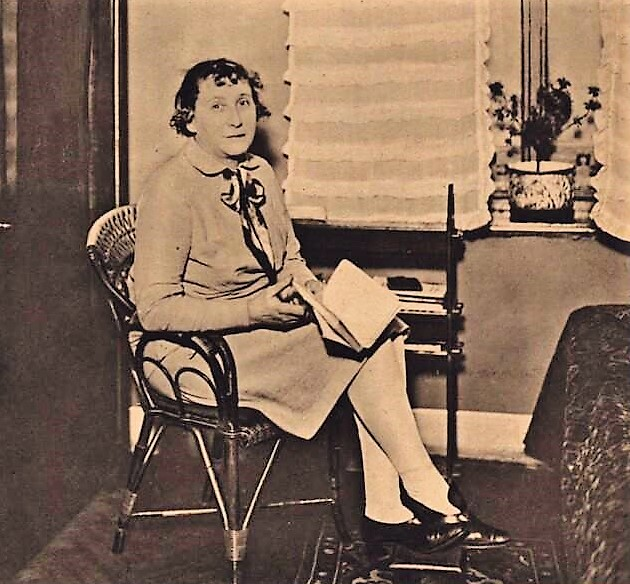
Zdenka Hásková-Dyková, 1929.
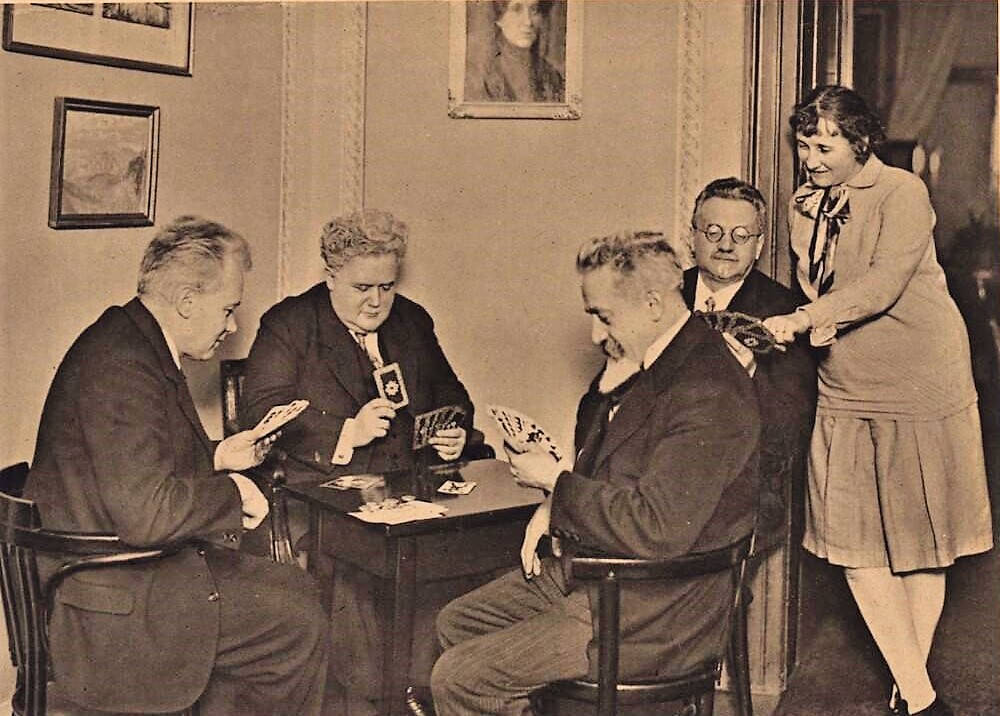
Středy u Dyků: zprava Zdenka Hásková-Dyková, správce Zafouk, Jan Opolský, Viktor Dyk, František Kobliha, 1929.
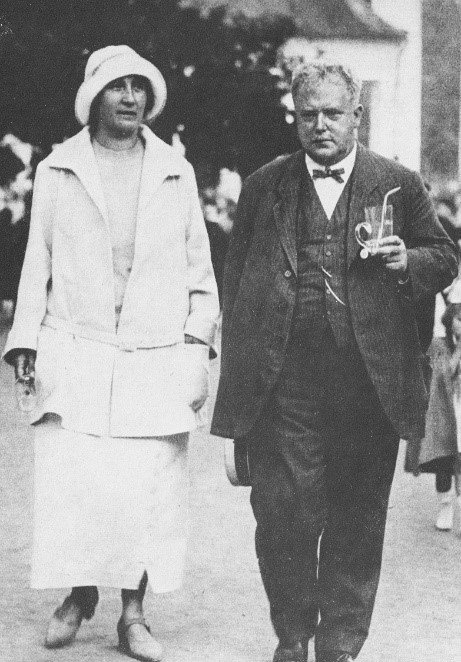
Zdenka Hásková-Dyková s manželem Viktorem Dykem na lázeňské kolonádě.
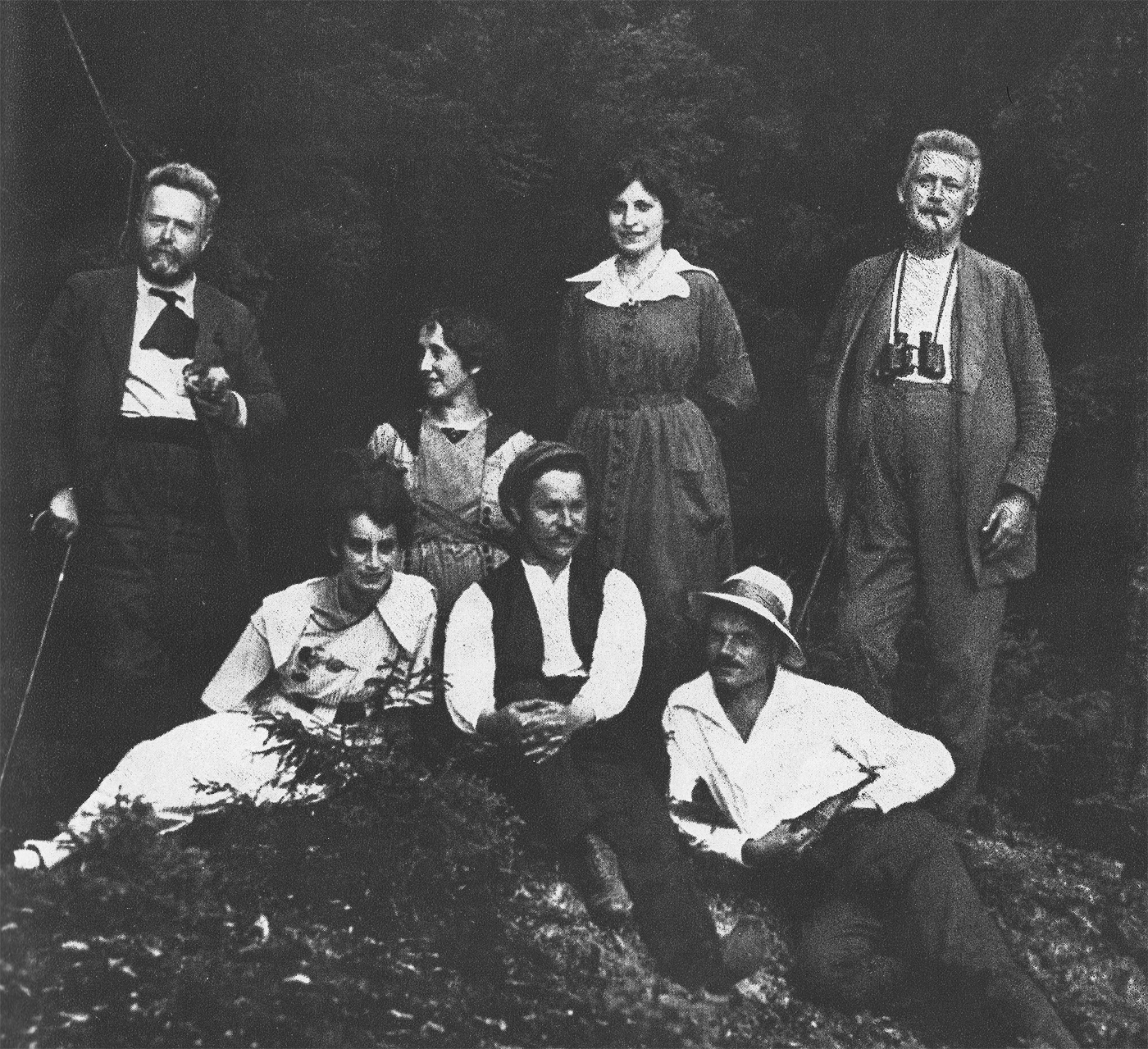
Manželé Dykovi (Viktor Dyk vpravo, opírající se o hůl; Zdenka Hásková-Dyková v horní řadě druhá zprava, sedící a hledící směrem k manželovi).
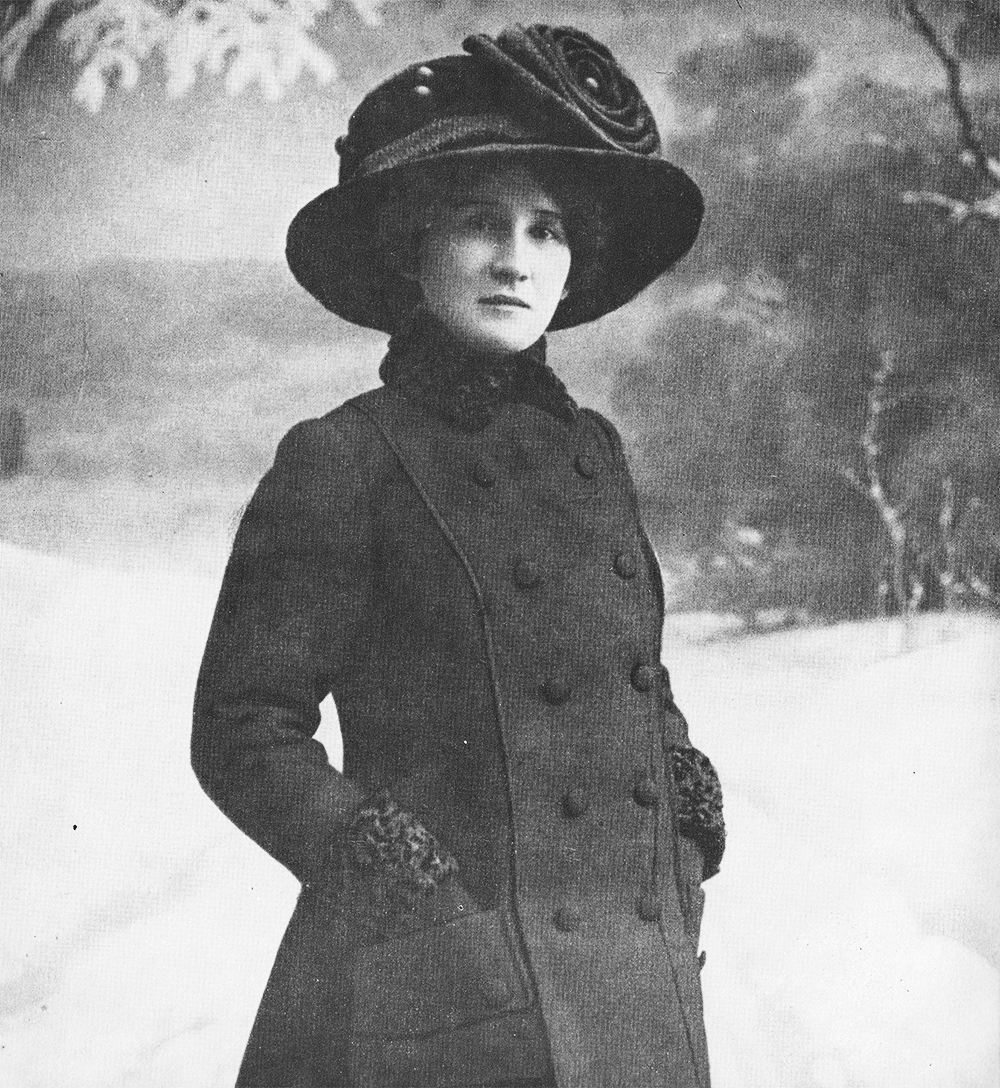
Zdenka Hásková ze studijních let.
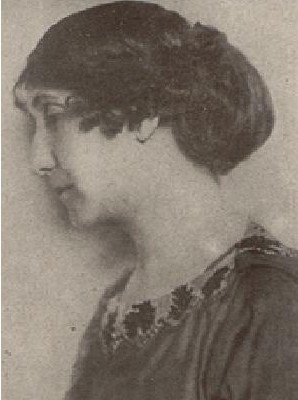
Zdenka Hásková-Dyková z profilu.